# Characoma micropuncta
Characoma micropuncta är en fjärilsart som beskrevs av Emilio Berio 1956/57. Characoma micropuncta ingår i släktet Characoma och familjen trågspinnare. Inga underarter finns listade i Catalogue of Life.